# Gero von Wilpert
Gero von Wilpert (* 13. März 1933 in Tartu (deutsch: Dorpat), Estland; † 24. Dezember 2009 in Sydney, Australien) war ein deutscher Literaturwissenschaftler.

## Leben
Gero von Wilpert entstammt dem deutsch-baltischen Adelsgeschlecht von Wilpert; er war Sohn des Chemikers Arno von Wilpert (geb. 1891). Dessen Vater Richard von Wilpert war ein deutsch-baltischer Lehrer und Schriftsteller.
Friedrich von Wilpert war sein Cousin 2. Grades. Wie alle Deutsch-Balten musste die Familie Estland verlassen, nachdem das Land 1939 infolge des Molotow-Ribbentrop-Pakts der Sowjetunion zugesprochen wurde. Wilpert studierte von 1953 bis 1957 Literatur- und Sprachwissenschaft, Klassische Philologie und Philosophie in Heidelberg. Nach vieljähriger Tätigkeit als Lektor (1957–1972) beim Alfred Kröner Verlag in Stuttgart zog er 1972 nach Australien, promovierte dort und wurde Professor für deutsche Literaturwissenschaft in Sydney.
Sein Sachwörterbuch der Literatur (Kröners Taschenausgabe) zählt seit der ersten Auflage von 1955 zu den meistbenutzten und bekanntesten Nachschlagewerken der deutschsprachigen Literaturwissenschaft. Daneben hat er u. a. Werke zu Goethe und Schiller sowie eine Deutschbaltische Literaturgeschichte geschrieben.

## Veröffentlichungen
- Sachwörterbuch der Literatur (= Kröners Taschenausgabe. Band 231). Kröner, Stuttgart 1955; 8., verbesserte und erweiterte Auflage. Kröner, Stuttgart 2001, ISBN 3-520-23108-5 (EA 1955); eine Sonderausgabe dieser 8. Auflage erschien 2013 (ISBN 978-3-520-84601-3).
- Schiller-Chronik. Sein Leben und Schaffen. (= Kröners Taschenausgabe. Band 281). Kröner, Stuttgart 1958
- Deutsche Literatur in Bildern. Kröner, Stuttgart 1957; 2., erweiterte Auflage. Kröner, Stuttgart 1965.
- mit Ivar Ivask (Hrsg.): Moderne Weltliteratur. Die Gegenwartsliteraturen Europas und Amerikas (= Kröners Taschenausgabe. Band 430). Kröner, Stuttgart 1972, ISBN 3-520-43001-0.
- Der verlorene Schatten. Kröner, Stuttgart 1978, ISBN 3-520-70101-4.
- Deutsches Dichterlexikon. Biographisch-bibliographisches Handwörterbuch zur deutschen Literaturgeschichte (= Kröners Taschenausgabe. Band 288). 1963; 3., erweiterte Auflage. Kröner, Stuttgart 1988, ISBN 3-520-28803-6.
- Erstausgaben deutscher Dichtung. Zusammen mit Adolf Gühring. 1967. (2. überarb. Auflage. 1992, ISBN 3-520-80902-8)
- Die deutsche Gespenstergeschichte. Motiv, Form, Entwicklung (= Kröners Taschenausgabe. Band 406). Kröner, Stuttgart 1994, ISBN 3-520-40601-2.
- Goethe-Lexikon (= Kröners Taschenausgabe. Band 407). Kröner, Stuttgart 1998, ISBN 3-520-40701-9.
- Schiller-Chronik. Sein Leben und Schaffen. 2000, ISBN 3-15-018060-0.
- Deutschbaltische Literaturgeschichte. C. H. Beck, München 2005, ISBN 3-406-53525-9.
- Die 101 wichtigsten Fragen: Goethe. C. H. Beck, München 2007, ISBN 978-3-406-55872-6.
- Die 101 wichtigsten Fragen: Schiller. C. H. Beck, München 2009, ISBN 978-3-406-58687-3.

Herausgeberschaften
- Lexikon der Weltliteratur. Alfred Kröner, Stuttgart 1963 u. 1968. (4. Auflage. 2004), dtv, München 2004, ISBN 3-423-59050-5.